# Короткохвоста діука
Короткохвоста діу́ка (Idiopsar) — рід горобцеподібних птахів родини саякових (Thraupidae). Представники цього роду мешкають в Андах.

## Таксономія і систематика
Раніше представників роду Idiopsar відносили до родини вівсянкових (Emberizidae), однак за результатами низки молекулярно-філогенетичних досліджень їх, разом з низкою інших видів, було переведено до родини саякових (Thraupidae), підродини квіткоколних (Diglossinae).
Раніше рід Idiopsar вважався монотиповим і включав лише короткохвосту діуку, однак за результатами молекулярно-генетичного дослідження до цього роду було переведено три види, яких раніше відносили до родів Вівсянчик (Phrygilus) і Діука (Diuca). Також це дослідження показало, що рід Idiopsar є сестринським по відношенню до перуанського цукриста з монотипового роду Xenodacnis.

## Види
Виділяють чотири види:
- Вівсянчик рудоспинний (Idiopsar dorsalis)
- Вівсянчик білогорлий (Idiopsar erythronotus)
- Діука білокрила (Idiopsar speculifer)
- Діука короткохвоста (Idiopsar brachyurus)

## Етимологія
Наукова назва роду Idiopsar походить від сполучення слів дав.-гр. ἴδιος — особливий, окремий і ψάρ — шпак (в орнітології також означає птаха з родини трупіалових).